# Вілела (Повуа-де-Ланьозу)
Вілела (порт. Vilela; МФА: [vi.ˈɫe.ɫɐ]) — парафія в Португалії, у муніципалітеті Повуа-де-Ланьозу. Розташована в північно-західній частині країни, на теренах історичної португальської провінції Дору-Міню. Входить до складу округу Брага. За адміністративним поділом, чинним до 1976 року, терени парафії були складовою провінції Міню. Належить до Бразької архідіоцезії Католицької церкви. Патрон — святий Михаїл. Площа — 4,5785 км². Населення — 615 ос. (2011). Слабо урбанізований регіон. Густота населення — 134,32 осіб/км²
. Код — 030929.

## Населення
| Кількість мешканців | Кількість мешканців | Кількість мешканців | Кількість мешканців | Кількість мешканців | Кількість мешканців | Кількість мешканців | Кількість мешканців | Кількість мешканців | Кількість мешканців | Кількість мешканців | Кількість мешканців | Кількість мешканців | Кількість мешканців | Кількість мешканців |
| ------------------- | ------------------- | ------------------- | ------------------- | ------------------- | ------------------- | ------------------- | ------------------- | ------------------- | ------------------- | ------------------- | ------------------- | ------------------- | ------------------- | ------------------- |
| 1864                | 1878                | 1890                | 1900                | 1911                | 1920                | 1930                | 1940                | 1950                | 1960                | 1970                | 1981                | 1991                | 2001                | 2011                |
| 573                 | 557                 | 510                 | 555                 | 568                 | 581                 | 597                 | 743                 | 722                 | 785                 | 647                 | 660                 | 668                 | 674                 | 615                 |